# Gustavo Gatica
Gustavo Adolfo Gatica Villarroel (Santiago, 28 de noviembre de 1997) es un psicólogo y activista chileno, sobreviviente de violencia policial. El 8 de noviembre de 2019, en el marco del estallido social de Chile, fue impactado por perdigones lanzados por Carabineros, quedando gravemente herido y con pérdida total de la vista. Desde entonces se transformó en un símbolo de la violencia por trauma ocular ejercida contra los manifestantes en el marco de la protesta social.

## Biografía
Pasó su juventud en la comuna de Colina, en Santiago. Sus padres son Enrique Gatica y Prudencia Villarroel, ambos educadores. Tiene un hermano mayor, Enrique, quien es profesor de historia y trabaja en la Villa Grimaldi y en la organización educativa Lekòl Popilè de Conchalí.
Estudió psicología en la Universidad Academia de Humanismo Cristiano, donde se tituló en 2022, luego de su rehabilitación. Actualmente trabaja como psicólogo en la Defensoría Penal Comunal de Estación Central y como psicólogo particular.
Es vegano y músico autodidacta.

## Atentado

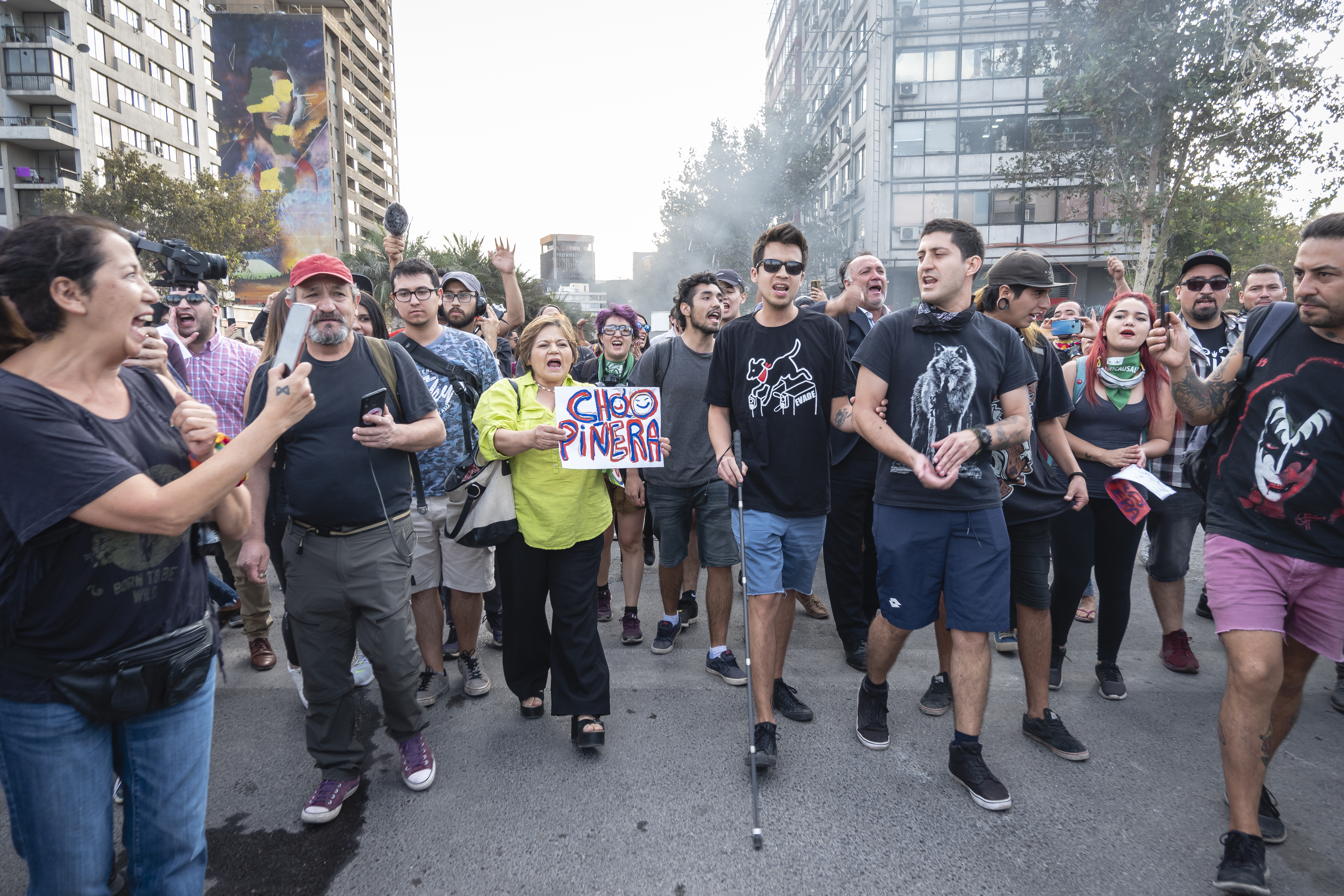
Gustavo Gatica del brazo de su hermano Enrique en una manifestación en Plaza Baquedano (2020)

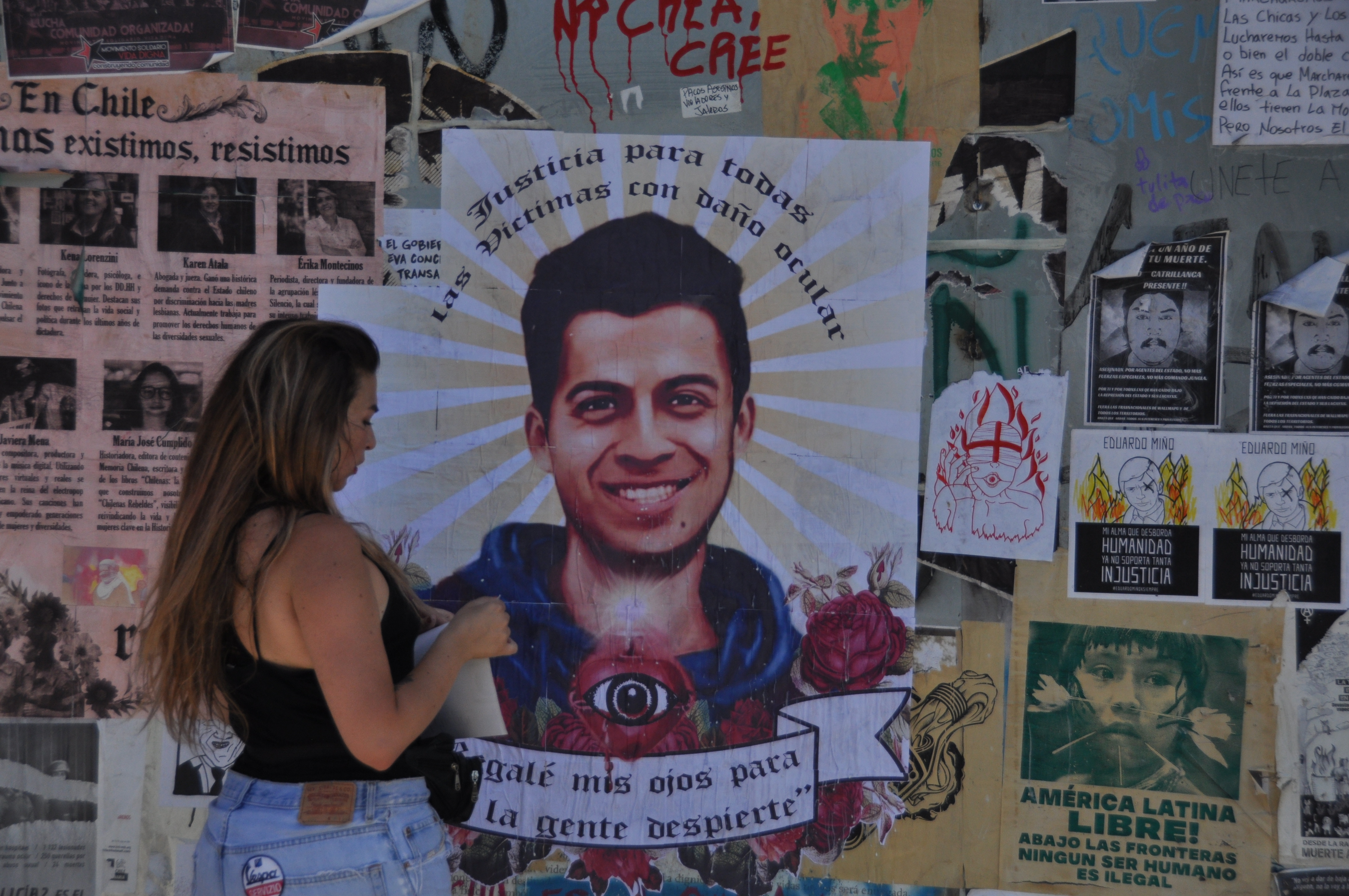
Arte callejero en Santiago representando a Gustavo Gatica, en diciembre de 2019

El viernes 8 de noviembre de 2019, alrededor de las seis de la tarde y cuando registraba fotográficamente las protestas del estallido social en los alrededores de Plaza Baquedano, Gustavo Gatica recibió disparos de balines de goma en su rostro por parte de Carabineros. Los impactos de balines afectaron automáticamente su ojo izquierdo. Fue atendido en la calle por personal de la brigada médica que acompañaba a los manifestantes durante las protestas y luego trasladado de urgencia a la Clínica Santa María. Allí le diagnosticaron pérdida total de la vista en ambos ojos por impacto de bala. Desde ese momento se transformó en un símbolo del daño ocular por violencia policial en el marco de la protesta social.
El 12 de noviembre de 2019 su familia, con el patrocinio del exfiscal Carlos Gajardo, el Colegio Médico y la Universidad Academia de Humanismo Cristiano, interpuso una querella por "lesiones graves gravísimas"; el Instituto Nacional de Derechos Humanos hizo lo mismo contra Carabineros.

## Repercusiones
Como parte de la investigación del atentado, se revisaron los equipamientos que portaban los policías el día en que Gustavo Gatica resultó herido. En junio de 2020 se determinó que el entonces teniente coronel Claudio Crespo había disparado 170 veces su escopeta antidisturbios el día 8 de noviembre; eso representaba casi 50 tiros más que cualquier otro funcionario. También se constató que el oficial había vulnerado los protocolos para la entrega de los videos de su cámara corporal. Fue dado de baja de la institución por eso.

### Juicio
El juicio oral contra el excarabinero Claudio Crespo, único inculpado en el caso, comenzó el 4 de noviembre de 2024, casi 5 años después del atentado. La fiscalía pide 12 años de pena, aunque la defensa del expolicía insiste en que él no fue quien ejecutó los disparos ese día. Videos mostrados como parte del juicio y que compartió Ciper evidenciaron cómo Crespo actuaba contra los manifestantes en los alrededores de Plaza Italia en el contexto del estallido social, usando armamento disuasivo de manera indebida y ejerciendo agresiones físicas y amenazas explícitas como «te vamos sacar los ojos». Luego de la filtración de los videos, Crespo manifestó que «no me arrepiento de nada». Los hechos tuvieron rechazo transversal en la sociedad, desde el INDH hasta la UDI.
En 2020 la familia de Crespo y colegas en Carabineros iniciaron una colecta para pagar la defensa del policía, argumentando que él estaba «cumpliendo con su deber» y con «defender a su país».

## Carrera política
En agosto de 2025, Gatica manifestó en una entrevista con La Tercera su intención de postularse como candidato independiente a diputado por el distrito 8 en las elecciones parlamentarias de noviembre de 2025, dentro de un cupo de la lista electoral oficialista. Tras haber enviado una carta al Frente Amplio expresando dicha aspiración, la presidenta del partido, Constanza Martínez, decidió bajar su candidatura por el mismo distrito con el fin de facilitar la postulación de Gatica. Sin embargo, el Comité Central del FA decidió no respaldar su candidatura. Más tarde, el Partido Comunista terminó por darle un cupo independiente.